# Frank Neppe
Frank Neppe (* 30. Juni 1966 in Hemer) ist ein ehemaliger deutscher Politiker (parteilos, zuvor Die blaue Partei, AfD, davor Schill-Partei),. Er war von 2014 bis 2020 Mitglied des Stadtrats der Stadt Iserlohn und Abgeordneter im Kreistag Märkischer Kreis. Von 2017 bis 2022 war er Mitglied des Landtag Nordrhein-Westfalen. Ursprünglich für die AfD gewählt, war er ab Oktober 2017 im Landtag fraktionslos.

## Ausbildung und Beruf
Nach der Ausbildung zum Bankkaufmann ging er zur Bundeswehr, zunächst als Unteroffizier, studierte dort und schloss das Studium als Diplom-Verwaltungswirt ab. In der Bundeswehr diente er 22 Jahre an verschiedenen Standorten als Beamter und ließ sich zuletzt in Iserlohn nieder. Er ist zu 50 Prozent schwerbehindert und seit 2010 Pensionär. Auf der Landeswahlversammlung am 3./4. September 2016, die ihn zum Kandidaten wählte, gab er neben seiner Pension eine Nebenbeschäftigung bei einem Steuerberater an, die er jedoch bereits im Jahre 2014 aufgegeben hatte.

## Politik
Bei den Kommunalwahlen in Nordrhein-Westfalen am 25. Mai 2014 kandidierte er für den Kreistag des Märkischen Kreises und wurde dort Kreistagsabgeordneter. Er war zudem stellvertretender Fraktionsvorsitzender im Iserlohner Rat. Nach seinem Austritt aus der AfD benannte sich die dortige AfD-Fraktion nach dem Übertritt zu Die blaue Partei in Blaue Fraktion um.
Bei der Landtagswahl in Nordrhein-Westfalen 2017 wurde er auf Listenplatz drei in den Landtag von Nordrhein-Westfalen gewählt. Er kandidierte auch als Direktkandidat im Landtagswahlkreis 123 Märkischer Kreis III.
Am 10. Oktober 2017 erklärte Neppe den Austritt aus der AfD und der Landtagsfraktion. Er begründete dies u. a. mit fragwürdigen Äußerungen von führenden AfD-Vertretern, die die AfD immer weiter in die rechte Ecke drängten. Dadurch würden die AfD-Mitglieder zunehmend in den Fokus gewaltbereiter Extremisten gelangen und so einer erheblichen Gefahr ausgesetzt. Er folgte damit dem ehemaligen Fraktionsvorsitzenden Marcus Pretzell sowie Alexander Langguth, die zwei Wochen zuvor Partei und Fraktion verlassen hatten. Pretzells Frau, die damalige AfD-Sprecherin Frauke Petry, hatte einen Tag nach der Bundestagswahl 2017 ihren Austritt aus der AfD erklärt.
Neppe erklärte, er werde trotz Austritt aus der AfD und der Fraktion weiterhin sein Abgeordnetenmandat wahrnehmen. Nach der Landtagswahl 2022 schied er aus dem Landtag aus.

## Privates
Neppe ist alleinerziehender Vater dreier Kinder. Er wohnt in Iserlohn.